# María Soledad Fuentes Gómez
María Soledad Fuentes Gómez (Caracas, 11 de septiembre de 1954) es una antigua diplomática española. En 2009, fue nombrada embajadora de España en Níger.
Licenciada en Derecho, ingresó en 1984 en la carrera diplomática. Ha estado destinada en las representaciones diplomáticas españolas en Corea, Francia, Noruega y representación permanente ante la Organización para la Seguridad y Cooperación en Europa. Ha sido Subdirectora General de Promoción Cultural del Instituto de Cooperación Iberoamericana, Jefa Adjunta del Gabinete Técnico del Secretario General de Política Exterior y para la Unión Europea, y Subdirectora General para la Protección de Españoles en el Extranjero. Desde diciembre de 2005 hasta 2009 fue embajadora de España en la República Socialista de Vietnam.